# Pinaceae

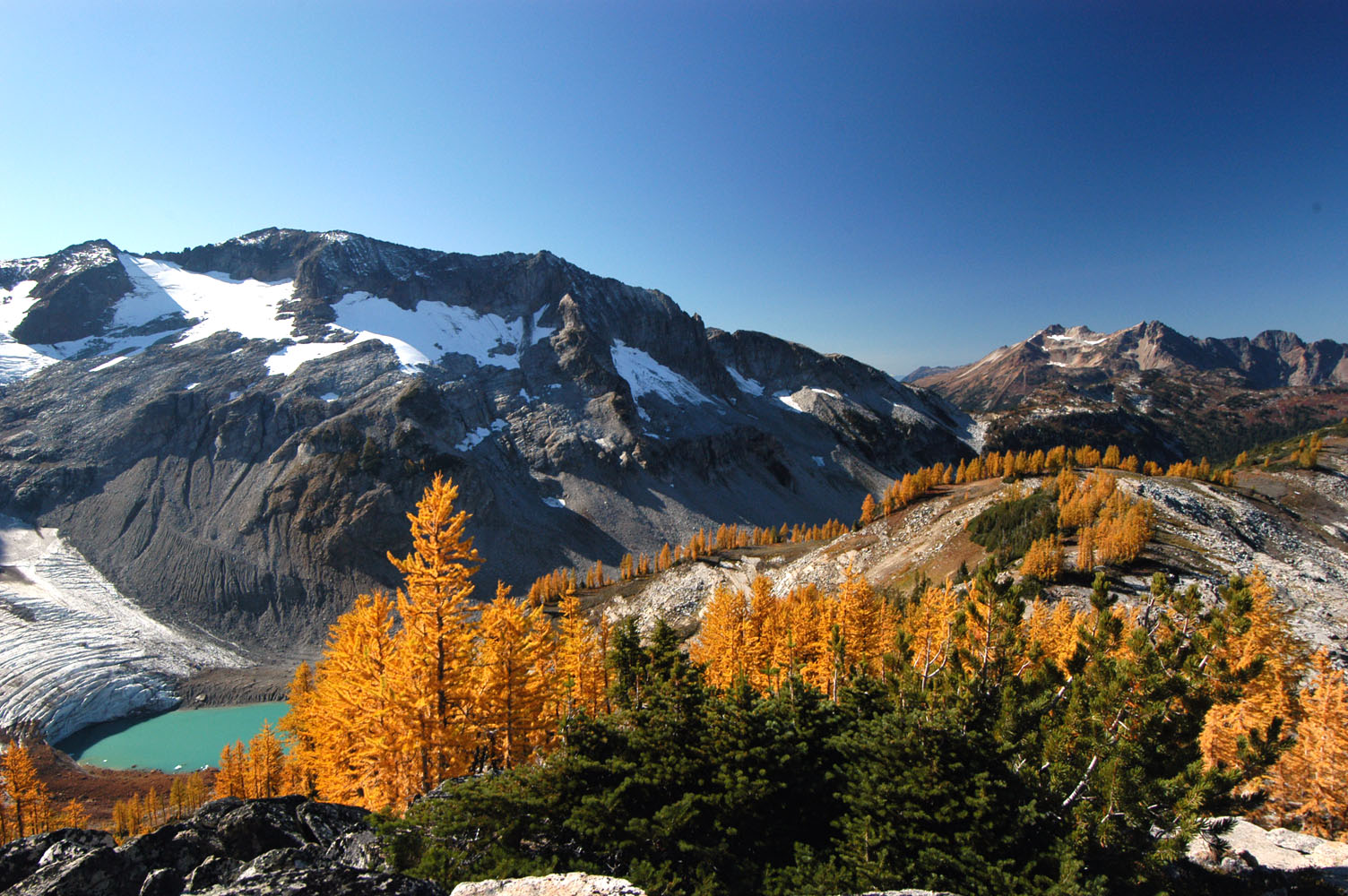
Larix (dourado), Abies (ao centro) e Pinus (à direita).

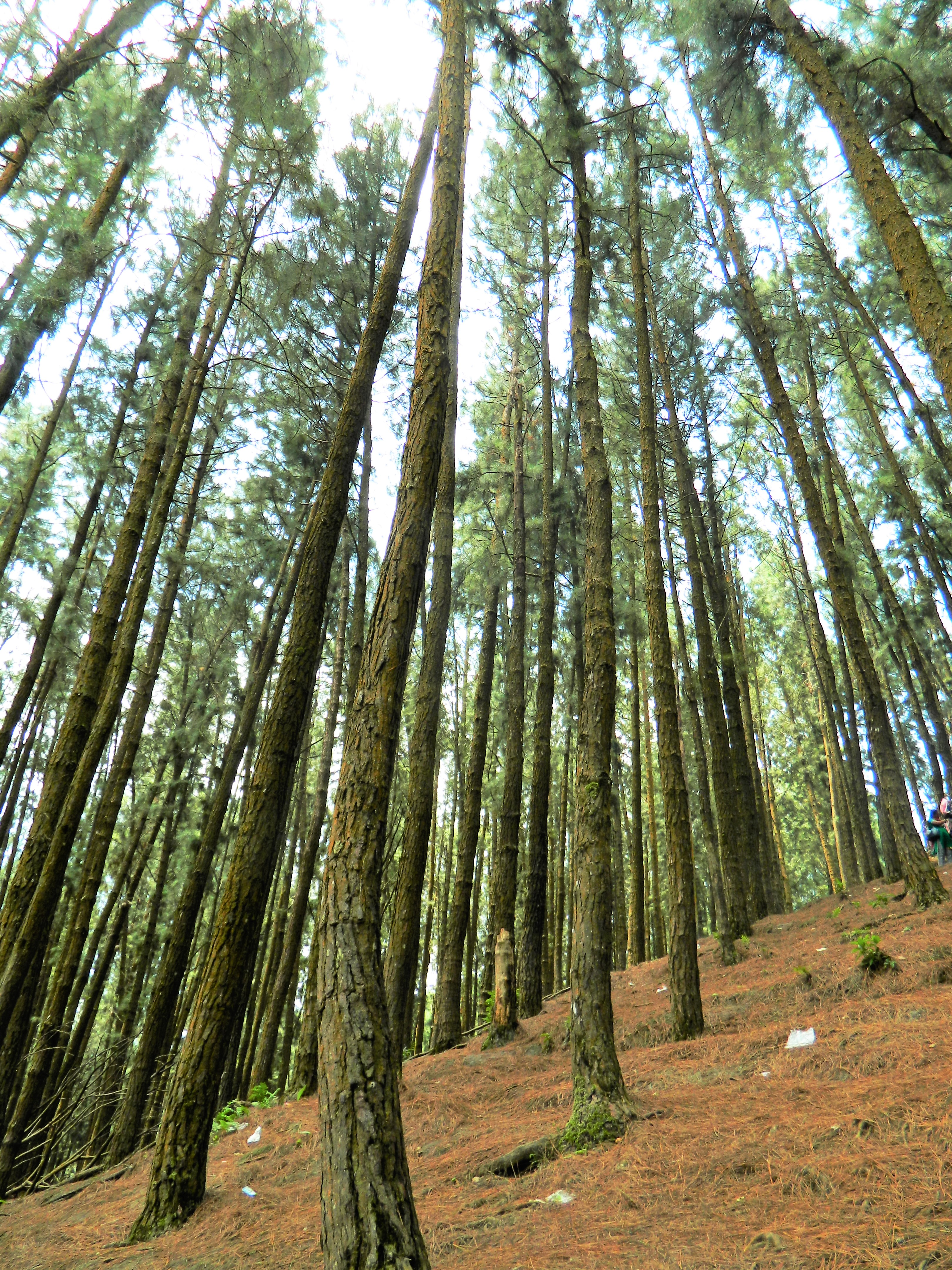
Pinhal cultivado em Vagamon, no sul dos Ghats Ocidentais, Kerala, Índia

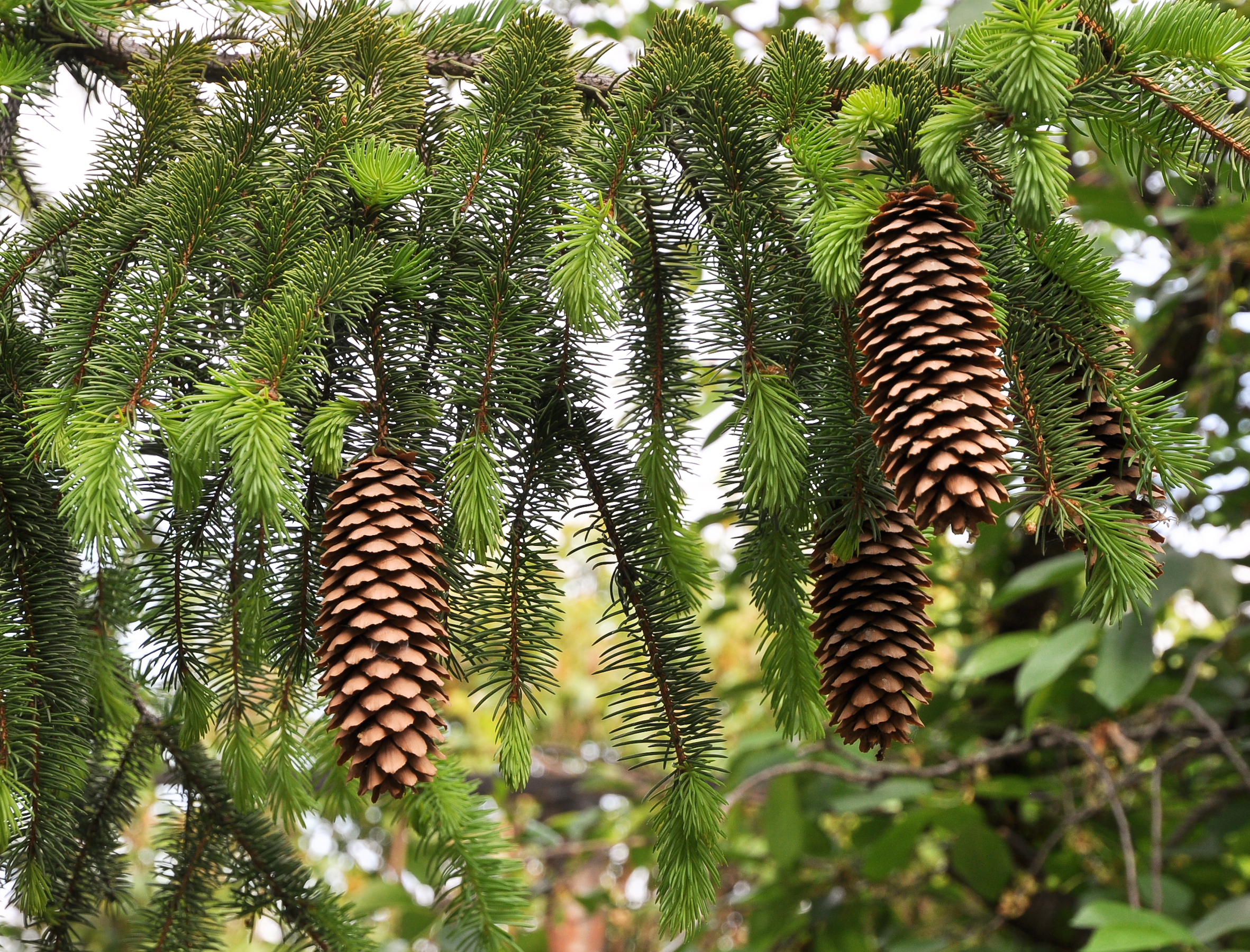
Cones e folhas aciculadas de Picea abies.

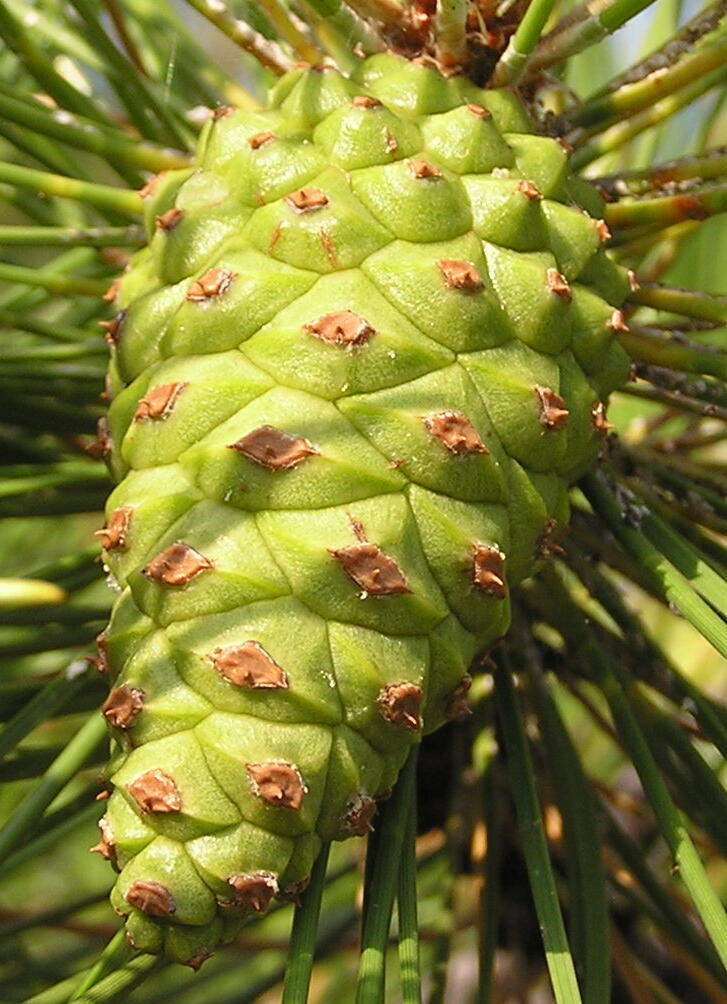
Um cone imaturo (2.º ano) de Pinus nigra com o umbo castanho-claro visível entre as escamas verdes do cone.

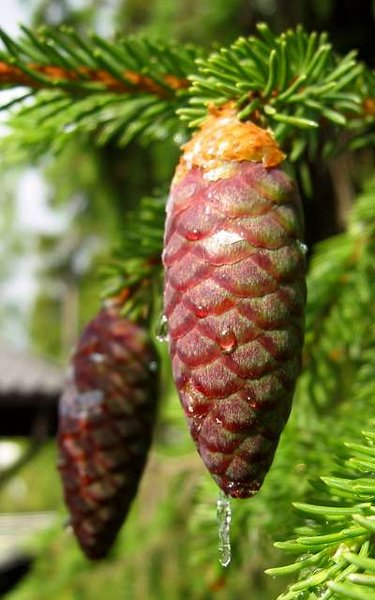
Um cone imaturo de Picea abies, sem umbo.

Pinaceae é uma família de coníferas da ordem monotípica Pinales, agrupando cerca de 250 espécies de árvores e arbustos repartidas por 11 géneros e duas subfamílias. A família constitui o maior agrupamento taxonómico entre as Acrogymnospermae, as gimnospermas extantes, e o segundo maior (depois de Cupressaceae) em extensão geográfica da sua área de distribuição natural, presente na maior parte do Hemisfério Norte, com a maioria das espécies em climas temperados, mas variando do subártico ao tropical, formando frequentemente o componente dominante das florestas boreais, costeiras e de montanha. Uma espécie, Pinus merkusii, cresce a sul do equador, no Sueste Asiático. Os principais centros de diversidade encontram-se nas montanhas do sudoeste da China, México, centro do Japão e Califórnia. O grupo inclui múltiplas espécies com interesse económico na produção de madeiras, fibra de celulose e resinas, como os pinheiros, abetos e tsugas, e com usos ornamentais.

## Descrição
Com o seu monofiletismo suportado pelas características dos plastídeos de tipo proteico das suas células crivosas, padrão de proembriogenia e ausência de bioflavonoides, a família Pinaceae pertence ao grupo das coníferas (Pinophyta), constituindo o maior agrupamento taxonómico entre as acrogimnospermas, as gimnospermas viventes. Presente no registo fóssil conhecido desde o início do Carbonífero, há 300 milhões de anos, a famíia inclui, na sua presente circunscrição taxonómica, entre 220 e 250 espécies (dependendo da opinião taxonómica) repartidas pelos seguintes géneros: Abies, Cedrus, Keteleeria, Larix, Pseudotsuga, Pseudolarix, Cathaya, Nothotsuga, Picea, Pinus e Tsuga.

### Características gerais
Para além de ser a família com maior diversidade, as Pinaceae são o grupo mais importante dentro das coníferas em termos ecológicos e económicos, produzindo madeiras utilizadas nas mais diversas indústrias de construção e fornecendo uma variedade de resinas, incluindo resinas utilizadas na indústria farmacêutica.
O grupo tem ocorrência natural no Hemisfério Norte, com apenas uma espécie, Pinus merkusii, nativa a sul do equador, no Sueste Asiático. Apesar disso, diversas espécies são cultivadas com sucesso no hemisfério sul, sendo Pinus e Cedrus os géneros mais utilizados.
Incluída na ordem Pinales, anteriormente conhecida como Coniferales, as Pinaceae são árvores ou arbustos lenhosos, incluindo muitas das coníferas bem conhecidas pela sua importância comercial, tais como cedros, abetos, tsugas, piñons, lariços, pinheiros e abetos.

### Morfologia
Os membros da família Pinaceae são árvoress (raramente arbustoss) que crescem de 2 a 100 m de altura, na sua maioria sempre-verdes (exceto as caducifólias Larix e Pseudolarix), resinosas, com ramos subopostos ou espiralados, e folhas lineares (em forma de agulha) dispostas em espiral. Os embriões de Pinaceae têm de 3 a 24 cotilédones.
O ritidoma e as folhas são geralmente aromáticos. Os ramos são opostos ou verticilados e as folhas podem ser do tipo escamiformes ou aciculiformes que, em Pinus, surgem de 2 a 5 acículas em cada fascículo, e são presas a ramos laterais curtos.
Os membros da família Pinaceae são monóicos, apresentando estruturas reprodutivas denominadas cones que tem como funções principais facilitar a dispersão das sementes. O cone é um eixo reprodutivo com escamas e brácteas organizadas numa filotaxia espiralada. As folhas são modificadas em brácteas e podem ser maiores ou menores que as escamas, que são um ramo fértil reduzido, onde os óvulos se encontram na superfície adaxial nos cones femininos, e os microsporângios na superfície abaxial nos cones masculinos.
O cone masculino (microstróbilo) é pequeno, alongado e disposto em cacho, e o cone feminino (megastróbilo) possui uma morfologia cilíndrica e com um aspecto mais esférico, com escamas lenhosas persistentes e com o ápice espesso, contendo 2 sementes aladas que amadurecem em um período de 2 a 3 anos.
Os cones femininos das coníferas são grandes e geralmente lenhosos, com 2 a 60 cm de comprimento, com numerosas escamas dispostas em espiral e duas sementes aladas em cada escama. Os cones masculinos são pequenos, 0,5 a 6 cm de comprimento, e caem logo após a polinização. A dispersão do pólen é feita pelo vento (anemofilia). A dispersão das sementes é também maioritariamente feita pelo vento (anemocoria), mas algumas espécies têm sementes grandes com asas reduzidas que são dispersas por aves (ornitocoria).
A análise dos cones de Pinaceae revela como a pressão selectiva moldou a evolução do tamanho e função variável dos cones em toda a família. A variação do tamanho dos cones na família resultou provavelmente da variação dos mecanismos de dispersão de sementes disponíveis nos seus ambientes ao longo do tempo. Todas as Pinaceae com sementes de peso inferior a 90 miligramas estão aparentemente adaptadas à dispersão pelo vento. Os pinheiros com sementes maiores que 100 mg são mais susceptíveis de terem beneficiado de adaptações que promovem a dispersão por animais, particularmente por aves. As Pináceas que persistem em zonas onde os esquilos são abundantes não parecem ter desenvolvido adaptações para a dispersão por aves.
As coníferas boreais apresentam muitas adaptações para o inverno. A forma cónica estreita das coníferas do Norte e os seus membros inclinados para baixo ajudam-nas a afastar a neve, e muitas delas alteram sazonalmente a sua bioquímica para se tornarem mais resistentes ao congelamento, o que se designa por "endurecimento" ("hardening").

## Filogenia e classificação

### História evolucionária
Estima-se que a Pinaceae tenha divergido de outros grupos de coníferas durante o final do Carbonífero, há cerca de 313 milhões de anos. O género extinto  de coníferas Schizolepidopsis provavelmente representa membros do grupo troncal das Pinaceae, cujos primeiros bons registos se encontram no período médio-tardio do Triásico, com registos abundantes durante o Jurássico em toda a Eurásia.
O membro mais antigo do grupo coroa (descendente do último antepassado comum de todas as espécies vivas) de Pinaceae é o cone Eathiestrobus, conhecido do Jurássico Superior (Kimmeridgiano inferior, 157,3-154,7 milhões de anos atrás) da Escócia, que provavelmente pertence ao grupo pinoide da família.
As Pinaceae irradiaram rapidamente durante o Cretáceo Inferior. Os membros dos géneros modernos Pinus (pinheiros), Picea (abeto) e Cedrus (cedro) apareceram pela primeira vez durante o Cretáceo Inferior. Os géneros extintos do Cretáceo Pseudoaraucaria e Obirastrobus parecem ser membros de Abietoideae, enquanto Pityostrobus parece não ser monofilético, contendo muitos membros díspares de Pinaceae.

### Filogenia
Na evolução das coníferas, a análise de dados morfológicos como a inversão dos óvulos e a presença de asa terminal na semente derivadas do material da escama inferem que Pinaceae é um grupo monofilético, considerado grupo irmão das demais coníferas agrupadas na antiga divisão Cupressophyta (que incluía as famílias Araucariaceae, Podocarpaceae, Taxaceae, Cupressaceae e Sciadopityaceae). Tais inferências são corroboradas por análises moleculares em genes dos plastídeos das coníferas.
A utilização das técnicas da filogenética molecular permitiram clarificar as relações filogenéticas no interior do agrupamento taxonómico, aconselhando à redução do número de subfamílias a apenas duas (Pinoideae e Abietoideae), de forma a obter agrupamentos monofiléticos. A partir desses estudos chegou-se aos seguintes cladogramas:
| Cedreae | Cedrus (cedros 4 sp.) |
|         | Cedrus (cedros 4 sp.) |

|  | Pseudolarix (larício-dourado 1 sp.)                                         |
|  |                                                                             |
|  | \| \| Nothotsuga (1 sp.) \| \| \| \| \| \| Tsuga (tsugas 9 sp.) \| \| \| \| |
|  |                                                                             |
|  | Nothotsuga (1 sp.)                                                          |
|  |                                                                             |
|  | Tsuga (tsugas 9 sp.)                                                        |
|  |                                                                             |

|  | Nothotsuga (1 sp.)   |
|  |                      |
|  | Tsuga (tsugas 9 sp.) |
|  |                      |

|  | Keteleeria (3 sp.)       |
|  |                          |
|  | Abies (abetos c. 50 sp.) |
|  |                          |

|  | Pseudolarix (larício-dourado 1 sp.)                                         |
|  |                                                                             |
|  | \| \| Nothotsuga (1 sp.) \| \| \| \| \| \| Tsuga (tsugas 9 sp.) \| \| \| \| |
|  |                                                                             |
|  | Nothotsuga (1 sp.)                                                          |
|  |                                                                             |
|  | Tsuga (tsugas 9 sp.)                                                        |
|  |                                                                             |

|  | Nothotsuga (1 sp.)   |
|  |                      |
|  | Tsuga (tsugas 9 sp.) |
|  |                      |

|  | Keteleeria (3 sp.)       |
|  |                          |
|  | Abies (abetos c. 50 sp.) |
|  |                          |

| Cedreae | Cedrus (cedros 4 sp.) |
|         | Cedrus (cedros 4 sp.) |

|  | Pseudolarix (larício-dourado 1 sp.)                                         |
|  |                                                                             |
|  | \| \| Nothotsuga (1 sp.) \| \| \| \| \| \| Tsuga (tsugas 9 sp.) \| \| \| \| |
|  |                                                                             |
|  | Nothotsuga (1 sp.)                                                          |
|  |                                                                             |
|  | Tsuga (tsugas 9 sp.)                                                        |
|  |                                                                             |

|  | Nothotsuga (1 sp.)   |
|  |                      |
|  | Tsuga (tsugas 9 sp.) |
|  |                      |

|  | Keteleeria (3 sp.)       |
|  |                          |
|  | Abies (abetos c. 50 sp.) |
|  |                          |

|  | Pseudolarix (larício-dourado 1 sp.)                                         |
|  |                                                                             |
|  | \| \| Nothotsuga (1 sp.) \| \| \| \| \| \| Tsuga (tsugas 9 sp.) \| \| \| \| |
|  |                                                                             |
|  | Nothotsuga (1 sp.)                                                          |
|  |                                                                             |
|  | Tsuga (tsugas 9 sp.)                                                        |
|  |                                                                             |

|  | Nothotsuga (1 sp.)   |
|  |                      |
|  | Tsuga (tsugas 9 sp.) |
|  |                      |

|  | Keteleeria (3 sp.)       |
|  |                          |
|  | Abies (abetos c. 50 sp.) |
|  |                          |

|  | Pseudotsuga (pseudotsugas, abetos-de-douglas 5 sp.) |
|  |                                                     |
|  | Larix (larícios 14 sp.)                             |
|  |                                                     |

|  | Picea (píceas c. 35 sp.)                                                         |
|  |                                                                                  |
|  | \| \| Cathaya (1 sp.) \| \| \| \| \| \| Pinus (pinheiros c. 115 sp.) \| \| \| \| |
|  |                                                                                  |
|  | Cathaya (1 sp.)                                                                  |
|  |                                                                                  |
|  | Pinus (pinheiros c. 115 sp.)                                                     |
|  |                                                                                  |

|  | Cathaya (1 sp.)              |
|  |                              |
|  | Pinus (pinheiros c. 115 sp.) |
|  |                              |

|  | Pseudotsuga (pseudotsugas, abetos-de-douglas 5 sp.) |
|  |                                                     |
|  | Larix (larícios 14 sp.)                             |
|  |                                                     |

|  | Picea (píceas c. 35 sp.)                                                         |
|  |                                                                                  |
|  | \| \| Cathaya (1 sp.) \| \| \| \| \| \| Pinus (pinheiros c. 115 sp.) \| \| \| \| |
|  |                                                                                  |
|  | Cathaya (1 sp.)                                                                  |
|  |                                                                                  |
|  | Pinus (pinheiros c. 115 sp.)                                                     |
|  |                                                                                  |

|  | Cathaya (1 sp.)              |
|  |                              |
|  | Pinus (pinheiros c. 115 sp.) |
|  |                              |

| Cedreae | Cedrus (cedros 4 sp.) |
|         | Cedrus (cedros 4 sp.) |

|  | Pseudolarix (larício-dourado 1 sp.)                                         |
|  |                                                                             |
|  | \| \| Nothotsuga (1 sp.) \| \| \| \| \| \| Tsuga (tsugas 9 sp.) \| \| \| \| |
|  |                                                                             |
|  | Nothotsuga (1 sp.)                                                          |
|  |                                                                             |
|  | Tsuga (tsugas 9 sp.)                                                        |
|  |                                                                             |

|  | Nothotsuga (1 sp.)   |
|  |                      |
|  | Tsuga (tsugas 9 sp.) |
|  |                      |

|  | Keteleeria (3 sp.)       |
|  |                          |
|  | Abies (abetos c. 50 sp.) |
|  |                          |

|  | Pseudolarix (larício-dourado 1 sp.)                                         |
|  |                                                                             |
|  | \| \| Nothotsuga (1 sp.) \| \| \| \| \| \| Tsuga (tsugas 9 sp.) \| \| \| \| |
|  |                                                                             |
|  | Nothotsuga (1 sp.)                                                          |
|  |                                                                             |
|  | Tsuga (tsugas 9 sp.)                                                        |
|  |                                                                             |

|  | Nothotsuga (1 sp.)   |
|  |                      |
|  | Tsuga (tsugas 9 sp.) |
|  |                      |

|  | Keteleeria (3 sp.)       |
|  |                          |
|  | Abies (abetos c. 50 sp.) |
|  |                          |

| Cedreae | Cedrus (cedros 4 sp.) |
|         | Cedrus (cedros 4 sp.) |

|  | Pseudolarix (larício-dourado 1 sp.)                                         |
|  |                                                                             |
|  | \| \| Nothotsuga (1 sp.) \| \| \| \| \| \| Tsuga (tsugas 9 sp.) \| \| \| \| |
|  |                                                                             |
|  | Nothotsuga (1 sp.)                                                          |
|  |                                                                             |
|  | Tsuga (tsugas 9 sp.)                                                        |
|  |                                                                             |

|  | Nothotsuga (1 sp.)   |
|  |                      |
|  | Tsuga (tsugas 9 sp.) |
|  |                      |

|  | Keteleeria (3 sp.)       |
|  |                          |
|  | Abies (abetos c. 50 sp.) |
|  |                          |

|  | Pseudolarix (larício-dourado 1 sp.)                                         |
|  |                                                                             |
|  | \| \| Nothotsuga (1 sp.) \| \| \| \| \| \| Tsuga (tsugas 9 sp.) \| \| \| \| |
|  |                                                                             |
|  | Nothotsuga (1 sp.)                                                          |
|  |                                                                             |
|  | Tsuga (tsugas 9 sp.)                                                        |
|  |                                                                             |

|  | Nothotsuga (1 sp.)   |
|  |                      |
|  | Tsuga (tsugas 9 sp.) |
|  |                      |

|  | Keteleeria (3 sp.)       |
|  |                          |
|  | Abies (abetos c. 50 sp.) |
|  |                          |

|  | Pseudotsuga (pseudotsugas, abetos-de-douglas 5 sp.) |
|  |                                                     |
|  | Larix (larícios 14 sp.)                             |
|  |                                                     |

|  | Picea (píceas c. 35 sp.)                                                         |
|  |                                                                                  |
|  | \| \| Cathaya (1 sp.) \| \| \| \| \| \| Pinus (pinheiros c. 115 sp.) \| \| \| \| |
|  |                                                                                  |
|  | Cathaya (1 sp.)                                                                  |
|  |                                                                                  |
|  | Pinus (pinheiros c. 115 sp.)                                                     |
|  |                                                                                  |

|  | Cathaya (1 sp.)              |
|  |                              |
|  | Pinus (pinheiros c. 115 sp.) |
|  |                              |

|  | Pseudotsuga (pseudotsugas, abetos-de-douglas 5 sp.) |
|  |                                                     |
|  | Larix (larícios 14 sp.)                             |
|  |                                                     |

|  | Picea (píceas c. 35 sp.)                                                         |
|  |                                                                                  |
|  | \| \| Cathaya (1 sp.) \| \| \| \| \| \| Pinus (pinheiros c. 115 sp.) \| \| \| \| |
|  |                                                                                  |
|  | Cathaya (1 sp.)                                                                  |
|  |                                                                                  |
|  | Pinus (pinheiros c. 115 sp.)                                                     |
|  |                                                                                  |

|  | Cathaya (1 sp.)              |
|  |                              |
|  | Pinus (pinheiros c. 115 sp.) |
|  |                              |

| Cedreae | Cedrus (cedros 4 sp.) |
|         | Cedrus (cedros 4 sp.) |

|  | Pseudolarix (larício-dourado 1 sp.)                                         |
|  |                                                                             |
|  | \| \| Nothotsuga (1 sp.) \| \| \| \| \| \| Tsuga (tsugas 9 sp.) \| \| \| \| |
|  |                                                                             |
|  | Nothotsuga (1 sp.)                                                          |
|  |                                                                             |
|  | Tsuga (tsugas 9 sp.)                                                        |
|  |                                                                             |

|  | Nothotsuga (1 sp.)   |
|  |                      |
|  | Tsuga (tsugas 9 sp.) |
|  |                      |

|  | Keteleeria (3 sp.)       |
|  |                          |
|  | Abies (abetos c. 50 sp.) |
|  |                          |

|  | Pseudolarix (larício-dourado 1 sp.)                                         |
|  |                                                                             |
|  | \| \| Nothotsuga (1 sp.) \| \| \| \| \| \| Tsuga (tsugas 9 sp.) \| \| \| \| |
|  |                                                                             |
|  | Nothotsuga (1 sp.)                                                          |
|  |                                                                             |
|  | Tsuga (tsugas 9 sp.)                                                        |
|  |                                                                             |

|  | Nothotsuga (1 sp.)   |
|  |                      |
|  | Tsuga (tsugas 9 sp.) |
|  |                      |

|  | Keteleeria (3 sp.)       |
|  |                          |
|  | Abies (abetos c. 50 sp.) |
|  |                          |

| Cedreae | Cedrus (cedros 4 sp.) |
|         | Cedrus (cedros 4 sp.) |

|  | Pseudolarix (larício-dourado 1 sp.)                                         |
|  |                                                                             |
|  | \| \| Nothotsuga (1 sp.) \| \| \| \| \| \| Tsuga (tsugas 9 sp.) \| \| \| \| |
|  |                                                                             |
|  | Nothotsuga (1 sp.)                                                          |
|  |                                                                             |
|  | Tsuga (tsugas 9 sp.)                                                        |
|  |                                                                             |

|  | Nothotsuga (1 sp.)   |
|  |                      |
|  | Tsuga (tsugas 9 sp.) |
|  |                      |

|  | Keteleeria (3 sp.)       |
|  |                          |
|  | Abies (abetos c. 50 sp.) |
|  |                          |

|  | Pseudolarix (larício-dourado 1 sp.)                                         |
|  |                                                                             |
|  | \| \| Nothotsuga (1 sp.) \| \| \| \| \| \| Tsuga (tsugas 9 sp.) \| \| \| \| |
|  |                                                                             |
|  | Nothotsuga (1 sp.)                                                          |
|  |                                                                             |
|  | Tsuga (tsugas 9 sp.)                                                        |
|  |                                                                             |

|  | Nothotsuga (1 sp.)   |
|  |                      |
|  | Tsuga (tsugas 9 sp.) |
|  |                      |

|  | Keteleeria (3 sp.)       |
|  |                          |
|  | Abies (abetos c. 50 sp.) |
|  |                          |

|  | Pseudotsuga (pseudotsugas, abetos-de-douglas 5 sp.) |
|  |                                                     |
|  | Larix (larícios 14 sp.)                             |
|  |                                                     |

|  | Picea (píceas c. 35 sp.)                                                         |
|  |                                                                                  |
|  | \| \| Cathaya (1 sp.) \| \| \| \| \| \| Pinus (pinheiros c. 115 sp.) \| \| \| \| |
|  |                                                                                  |
|  | Cathaya (1 sp.)                                                                  |
|  |                                                                                  |
|  | Pinus (pinheiros c. 115 sp.)                                                     |
|  |                                                                                  |

|  | Cathaya (1 sp.)              |
|  |                              |
|  | Pinus (pinheiros c. 115 sp.) |
|  |                              |

|  | Pseudotsuga (pseudotsugas, abetos-de-douglas 5 sp.) |
|  |                                                     |
|  | Larix (larícios 14 sp.)                             |
|  |                                                     |

|  | Picea (píceas c. 35 sp.)                                                         |
|  |                                                                                  |
|  | \| \| Cathaya (1 sp.) \| \| \| \| \| \| Pinus (pinheiros c. 115 sp.) \| \| \| \| |
|  |                                                                                  |
|  | Cathaya (1 sp.)                                                                  |
|  |                                                                                  |
|  | Pinus (pinheiros c. 115 sp.)                                                     |
|  |                                                                                  |

|  | Cathaya (1 sp.)              |
|  |                              |
|  | Pinus (pinheiros c. 115 sp.) |
|  |                              |

| Cedreae | Cedrus (cedros 4 sp.) |
|         | Cedrus (cedros 4 sp.) |

|  | Pseudolarix (larício-dourado 1 sp.)                                         |
|  |                                                                             |
|  | \| \| Nothotsuga (1 sp.) \| \| \| \| \| \| Tsuga (tsugas 9 sp.) \| \| \| \| |
|  |                                                                             |
|  | Nothotsuga (1 sp.)                                                          |
|  |                                                                             |
|  | Tsuga (tsugas 9 sp.)                                                        |
|  |                                                                             |

|  | Nothotsuga (1 sp.)   |
|  |                      |
|  | Tsuga (tsugas 9 sp.) |
|  |                      |

|  | Keteleeria (3 sp.)       |
|  |                          |
|  | Abies (abetos c. 50 sp.) |
|  |                          |

|  | Pseudolarix (larício-dourado 1 sp.)                                         |
|  |                                                                             |
|  | \| \| Nothotsuga (1 sp.) \| \| \| \| \| \| Tsuga (tsugas 9 sp.) \| \| \| \| |
|  |                                                                             |
|  | Nothotsuga (1 sp.)                                                          |
|  |                                                                             |
|  | Tsuga (tsugas 9 sp.)                                                        |
|  |                                                                             |

|  | Nothotsuga (1 sp.)   |
|  |                      |
|  | Tsuga (tsugas 9 sp.) |
|  |                      |

|  | Keteleeria (3 sp.)       |
|  |                          |
|  | Abies (abetos c. 50 sp.) |
|  |                          |

| Cedreae | Cedrus (cedros 4 sp.) |
|         | Cedrus (cedros 4 sp.) |

|  | Pseudolarix (larício-dourado 1 sp.)                                         |
|  |                                                                             |
|  | \| \| Nothotsuga (1 sp.) \| \| \| \| \| \| Tsuga (tsugas 9 sp.) \| \| \| \| |
|  |                                                                             |
|  | Nothotsuga (1 sp.)                                                          |
|  |                                                                             |
|  | Tsuga (tsugas 9 sp.)                                                        |
|  |                                                                             |

|  | Nothotsuga (1 sp.)   |
|  |                      |
|  | Tsuga (tsugas 9 sp.) |
|  |                      |

|  | Keteleeria (3 sp.)       |
|  |                          |
|  | Abies (abetos c. 50 sp.) |
|  |                          |

|  | Pseudolarix (larício-dourado 1 sp.)                                         |
|  |                                                                             |
|  | \| \| Nothotsuga (1 sp.) \| \| \| \| \| \| Tsuga (tsugas 9 sp.) \| \| \| \| |
|  |                                                                             |
|  | Nothotsuga (1 sp.)                                                          |
|  |                                                                             |
|  | Tsuga (tsugas 9 sp.)                                                        |
|  |                                                                             |

|  | Nothotsuga (1 sp.)   |
|  |                      |
|  | Tsuga (tsugas 9 sp.) |
|  |                      |

|  | Keteleeria (3 sp.)       |
|  |                          |
|  | Abies (abetos c. 50 sp.) |
|  |                          |

|  | Pseudotsuga (pseudotsugas, abetos-de-douglas 5 sp.) |
|  |                                                     |
|  | Larix (larícios 14 sp.)                             |
|  |                                                     |

|  | Picea (píceas c. 35 sp.)                                                         |
|  |                                                                                  |
|  | \| \| Cathaya (1 sp.) \| \| \| \| \| \| Pinus (pinheiros c. 115 sp.) \| \| \| \| |
|  |                                                                                  |
|  | Cathaya (1 sp.)                                                                  |
|  |                                                                                  |
|  | Pinus (pinheiros c. 115 sp.)                                                     |
|  |                                                                                  |

|  | Cathaya (1 sp.)              |
|  |                              |
|  | Pinus (pinheiros c. 115 sp.) |
|  |                              |

|  | Pseudotsuga (pseudotsugas, abetos-de-douglas 5 sp.) |
|  |                                                     |
|  | Larix (larícios 14 sp.)                             |
|  |                                                     |

|  | Picea (píceas c. 35 sp.)                                                         |
|  |                                                                                  |
|  | \| \| Cathaya (1 sp.) \| \| \| \| \| \| Pinus (pinheiros c. 115 sp.) \| \| \| \| |
|  |                                                                                  |
|  | Cathaya (1 sp.)                                                                  |
|  |                                                                                  |
|  | Pinus (pinheiros c. 115 sp.)                                                     |
|  |                                                                                  |

|  | Cathaya (1 sp.)              |
|  |                              |
|  | Pinus (pinheiros c. 115 sp.) |
|  |                              |

| Cedreae | Cedrus |
|         | Cedrus |

|  | Pseudolarix                                          |
|  |                                                      |
|  | \| \| Nothotsuga \| \| \| \| \| \| Tsuga \| \| \| \| |
|  |                                                      |
|  | Nothotsuga                                           |
|  |                                                      |
|  | Tsuga                                                |
|  |                                                      |

|  | Nothotsuga |
|  |            |
|  | Tsuga      |
|  |            |

|  | Keteleeria |
|  |            |
|  | Abies      |
|  |            |

|  | Pseudolarix                                          |
|  |                                                      |
|  | \| \| Nothotsuga \| \| \| \| \| \| Tsuga \| \| \| \| |
|  |                                                      |
|  | Nothotsuga                                           |
|  |                                                      |
|  | Tsuga                                                |
|  |                                                      |

|  | Nothotsuga |
|  |            |
|  | Tsuga      |
|  |            |

|  | Keteleeria |
|  |            |
|  | Abies      |
|  |            |

| Cedreae | Cedrus |
|         | Cedrus |

|  | Pseudolarix                                          |
|  |                                                      |
|  | \| \| Nothotsuga \| \| \| \| \| \| Tsuga \| \| \| \| |
|  |                                                      |
|  | Nothotsuga                                           |
|  |                                                      |
|  | Tsuga                                                |
|  |                                                      |

|  | Nothotsuga |
|  |            |
|  | Tsuga      |
|  |            |

|  | Keteleeria |
|  |            |
|  | Abies      |
|  |            |

|  | Pseudolarix                                          |
|  |                                                      |
|  | \| \| Nothotsuga \| \| \| \| \| \| Tsuga \| \| \| \| |
|  |                                                      |
|  | Nothotsuga                                           |
|  |                                                      |
|  | Tsuga                                                |
|  |                                                      |

|  | Nothotsuga |
|  |            |
|  | Tsuga      |
|  |            |

|  | Keteleeria |
|  |            |
|  | Abies      |
|  |            |

|  | Pseudotsuga |
|  |             |
|  | Larix       |
|  |             |

|  | \| \| Cathaya \| \| \| \| \| \| Picea \| \| \| \| |
|  |                                                   |
|  | Pinus                                             |
|  |                                                   |
|  | Cathaya                                           |
|  |                                                   |
|  | Picea                                             |
|  |                                                   |

|  | Cathaya |
|  |         |
|  | Picea   |
|  |         |

|  | Pseudotsuga |
|  |             |
|  | Larix       |
|  |             |

|  | \| \| Cathaya \| \| \| \| \| \| Picea \| \| \| \| |
|  |                                                   |
|  | Pinus                                             |
|  |                                                   |
|  | Cathaya                                           |
|  |                                                   |
|  | Picea                                             |
|  |                                                   |

|  | Cathaya |
|  |         |
|  | Picea   |
|  |         |

| Cedreae | Cedrus |
|         | Cedrus |

|  | Pseudolarix                                          |
|  |                                                      |
|  | \| \| Nothotsuga \| \| \| \| \| \| Tsuga \| \| \| \| |
|  |                                                      |
|  | Nothotsuga                                           |
|  |                                                      |
|  | Tsuga                                                |
|  |                                                      |

|  | Nothotsuga |
|  |            |
|  | Tsuga      |
|  |            |

|  | Keteleeria |
|  |            |
|  | Abies      |
|  |            |

|  | Pseudolarix                                          |
|  |                                                      |
|  | \| \| Nothotsuga \| \| \| \| \| \| Tsuga \| \| \| \| |
|  |                                                      |
|  | Nothotsuga                                           |
|  |                                                      |
|  | Tsuga                                                |
|  |                                                      |

|  | Nothotsuga |
|  |            |
|  | Tsuga      |
|  |            |

|  | Keteleeria |
|  |            |
|  | Abies      |
|  |            |

| Cedreae | Cedrus |
|         | Cedrus |

|  | Pseudolarix                                          |
|  |                                                      |
|  | \| \| Nothotsuga \| \| \| \| \| \| Tsuga \| \| \| \| |
|  |                                                      |
|  | Nothotsuga                                           |
|  |                                                      |
|  | Tsuga                                                |
|  |                                                      |

|  | Nothotsuga |
|  |            |
|  | Tsuga      |
|  |            |

|  | Keteleeria |
|  |            |
|  | Abies      |
|  |            |

|  | Pseudolarix                                          |
|  |                                                      |
|  | \| \| Nothotsuga \| \| \| \| \| \| Tsuga \| \| \| \| |
|  |                                                      |
|  | Nothotsuga                                           |
|  |                                                      |
|  | Tsuga                                                |
|  |                                                      |

|  | Nothotsuga |
|  |            |
|  | Tsuga      |
|  |            |

|  | Keteleeria |
|  |            |
|  | Abies      |
|  |            |

|  | Pseudotsuga |
|  |             |
|  | Larix       |
|  |             |

|  | \| \| Cathaya \| \| \| \| \| \| Picea \| \| \| \| |
|  |                                                   |
|  | Pinus                                             |
|  |                                                   |
|  | Cathaya                                           |
|  |                                                   |
|  | Picea                                             |
|  |                                                   |

|  | Cathaya |
|  |         |
|  | Picea   |
|  |         |

|  | Pseudotsuga |
|  |             |
|  | Larix       |
|  |             |

|  | \| \| Cathaya \| \| \| \| \| \| Picea \| \| \| \| |
|  |                                                   |
|  | Pinus                                             |
|  |                                                   |
|  | Cathaya                                           |
|  |                                                   |
|  | Picea                                             |
|  |                                                   |

|  | Cathaya |
|  |         |
|  | Picea   |
|  |         |

| Cedreae | Cedrus |
|         | Cedrus |

|  | Pseudolarix                                          |
|  |                                                      |
|  | \| \| Nothotsuga \| \| \| \| \| \| Tsuga \| \| \| \| |
|  |                                                      |
|  | Nothotsuga                                           |
|  |                                                      |
|  | Tsuga                                                |
|  |                                                      |

|  | Nothotsuga |
|  |            |
|  | Tsuga      |
|  |            |

|  | Keteleeria |
|  |            |
|  | Abies      |
|  |            |

|  | Pseudolarix                                          |
|  |                                                      |
|  | \| \| Nothotsuga \| \| \| \| \| \| Tsuga \| \| \| \| |
|  |                                                      |
|  | Nothotsuga                                           |
|  |                                                      |
|  | Tsuga                                                |
|  |                                                      |

|  | Nothotsuga |
|  |            |
|  | Tsuga      |
|  |            |

|  | Keteleeria |
|  |            |
|  | Abies      |
|  |            |

| Cedreae | Cedrus |
|         | Cedrus |

|  | Pseudolarix                                          |
|  |                                                      |
|  | \| \| Nothotsuga \| \| \| \| \| \| Tsuga \| \| \| \| |
|  |                                                      |
|  | Nothotsuga                                           |
|  |                                                      |
|  | Tsuga                                                |
|  |                                                      |

|  | Nothotsuga |
|  |            |
|  | Tsuga      |
|  |            |

|  | Keteleeria |
|  |            |
|  | Abies      |
|  |            |

|  | Pseudolarix                                          |
|  |                                                      |
|  | \| \| Nothotsuga \| \| \| \| \| \| Tsuga \| \| \| \| |
|  |                                                      |
|  | Nothotsuga                                           |
|  |                                                      |
|  | Tsuga                                                |
|  |                                                      |

|  | Nothotsuga |
|  |            |
|  | Tsuga      |
|  |            |

|  | Keteleeria |
|  |            |
|  | Abies      |
|  |            |

|  | Pseudotsuga |
|  |             |
|  | Larix       |
|  |             |

|  | \| \| Cathaya \| \| \| \| \| \| Picea \| \| \| \| |
|  |                                                   |
|  | Pinus                                             |
|  |                                                   |
|  | Cathaya                                           |
|  |                                                   |
|  | Picea                                             |
|  |                                                   |

|  | Cathaya |
|  |         |
|  | Picea   |
|  |         |

|  | Pseudotsuga |
|  |             |
|  | Larix       |
|  |             |

|  | \| \| Cathaya \| \| \| \| \| \| Picea \| \| \| \| |
|  |                                                   |
|  | Pinus                                             |
|  |                                                   |
|  | Cathaya                                           |
|  |                                                   |
|  | Picea                                             |
|  |                                                   |

|  | Cathaya |
|  |         |
|  | Picea   |
|  |         |

| Cedreae | Cedrus |
|         | Cedrus |

|  | Pseudolarix                                          |
|  |                                                      |
|  | \| \| Nothotsuga \| \| \| \| \| \| Tsuga \| \| \| \| |
|  |                                                      |
|  | Nothotsuga                                           |
|  |                                                      |
|  | Tsuga                                                |
|  |                                                      |

|  | Nothotsuga |
|  |            |
|  | Tsuga      |
|  |            |

|  | Keteleeria |
|  |            |
|  | Abies      |
|  |            |

|  | Pseudolarix                                          |
|  |                                                      |
|  | \| \| Nothotsuga \| \| \| \| \| \| Tsuga \| \| \| \| |
|  |                                                      |
|  | Nothotsuga                                           |
|  |                                                      |
|  | Tsuga                                                |
|  |                                                      |

|  | Nothotsuga |
|  |            |
|  | Tsuga      |
|  |            |

|  | Keteleeria |
|  |            |
|  | Abies      |
|  |            |

| Cedreae | Cedrus |
|         | Cedrus |

|  | Pseudolarix                                          |
|  |                                                      |
|  | \| \| Nothotsuga \| \| \| \| \| \| Tsuga \| \| \| \| |
|  |                                                      |
|  | Nothotsuga                                           |
|  |                                                      |
|  | Tsuga                                                |
|  |                                                      |

|  | Nothotsuga |
|  |            |
|  | Tsuga      |
|  |            |

|  | Keteleeria |
|  |            |
|  | Abies      |
|  |            |

|  | Pseudolarix                                          |
|  |                                                      |
|  | \| \| Nothotsuga \| \| \| \| \| \| Tsuga \| \| \| \| |
|  |                                                      |
|  | Nothotsuga                                           |
|  |                                                      |
|  | Tsuga                                                |
|  |                                                      |

|  | Nothotsuga |
|  |            |
|  | Tsuga      |
|  |            |

|  | Keteleeria |
|  |            |
|  | Abies      |
|  |            |

|  | Pseudotsuga |
|  |             |
|  | Larix       |
|  |             |

|  | \| \| Cathaya \| \| \| \| \| \| Picea \| \| \| \| |
|  |                                                   |
|  | Pinus                                             |
|  |                                                   |
|  | Cathaya                                           |
|  |                                                   |
|  | Picea                                             |
|  |                                                   |

|  | Cathaya |
|  |         |
|  | Picea   |
|  |         |

|  | Pseudotsuga |
|  |             |
|  | Larix       |
|  |             |

|  | \| \| Cathaya \| \| \| \| \| \| Picea \| \| \| \| |
|  |                                                   |
|  | Pinus                                             |
|  |                                                   |
|  | Cathaya                                           |
|  |                                                   |
|  | Picea                                             |
|  |                                                   |

|  | Cathaya |
|  |         |
|  | Picea   |
|  |         |

Múltiplos estudos moleculares indicam que, em contraste com as classificações anteriores que a colocavam fora das coníferas, Gnetophyta pode de facto ser o grupo irmão das Pinaceae, com ambas as linhagens a divergirem durante o início e meados do Carbonífero. Esta hipótese é conhecida como a hipótese "gnepina" (ou "GnePin"). Contudo, uma filogenia revista de 2018 coloca Cathaya como grupo irmão de Pinaceae e não na subfamília Laricoidae com Larix e Pseudotsuga.

### Classificação
A classificação das subfamílias e géneros de Pinaceae tem sido objeto de debate no passado. A ecologia, morfologia e história de Pinaceae foram utilizadas como base para métodos de análise da família. Uma publicação de 1891 dividiu a família em duas subfamílias, utilizando o número e a posição dos canais resiníferos na região vascular primária da raiz axial jovem como principal fator de consideração. Numa publicação de 1910, a família foi dividida em duas tribos com base na ocorrência e no tipo de dimorfismo longo-curto dos rebentos.
Posteriormente, com base em critérios essencialmente morfológicos, a família Pinaceae foi tradicionalmente dividida subfamílias e géneros com base na consideração das características da anatomia do cone ovulado entre os membros extantes e fósseis da família. Dentro da família Pinaceae, as análises baseadas em caracteres de anatomia microscópica e morfologia de cones, pólen, sementes e folhas levaram à criação de quatro subfamílias: Pinoideae (Pinus), Piceoideae (Picea), Laricoideae (Larix, Cathaya e Pseudotsuga) e Abietoideae (Abies, Cedrus, Pseudolarix, Keteleeria, Northotsuga e Tsuga). Assim, nessa classificação tradicional, os 11 géneros estão agrupados em quatro subfamílias, com base na anatomia microscópica e na morfologia dos cones, pólen, madeira, sementes e folhas:
- Subfamília Pinoideae (monotípica, género-tipo Pinus): os cones são bienais, raramente trienais, com o crescimento das escamas de cada ano distinto, formando um umbo em cada escama, a base da escama do cone é larga, ocultando totalmente as sementes da vista abaxial (abaixo dos vasos do floema), a semente não tem vesículas de resina, a asa da semente segura a semente num par de garras, as folhas têm bandas estomáticas primárias adaxiais (acima do xilema) ou igualmente em ambas as superfícies.
- Subfamília Piceoideae (monotípica, género-tipo Picea): os cones são anuais, sem umbo distinto, a base da escama do cone é larga, ocultando totalmente as sementes da visão abaxial, a semente não tem vesículas de resina, é enegrecida, a asa da semente segura a semente frouxamente num cálice, as folhas têm bandas estomáticas primárias adaxiais (acima do xilema) ou igualmente em ambas as superfícies.
- Subfamília Laricoideae (género-tipo Larix, Pseudotsuga, e Cathaya): os cones são anuais, sem umbo distinto, a base da escama do cone é larga, ocultando totalmente as sementes da visão abaxial, a semente não tem vesículas de resina, é esbranquiçada, a asa da semente segura a semente firmemente num cálice, as folhas têm bandas estomáticas primárias apenas abaxiais.
- Subfamília Abietoideae (género-tipo Abies, Cedrus, Pseudolarix, Keteleeria, Nothotsuga e Tsuga): os cones são anuais, sem um umbo distinto, a base da escama do cone é estreita, com as sementes parcialmente visíveis em vista abaxial, a semente tem vesículas de resina, a asa da semente mantém a semente firmemente num cálice, as folhas têm bandas estomáticas primárias apenas na face abaxial.

Porém, análises moleculares posteriores mostraram que o género Cathaya está mais próximo do género Picea, e o género Cedrus está mais próximo de ser o grupo irmão dos demais géneros.
Considerando a árvore filogenética construída para o agrupamento Pinales, na sua presente circunscrição taxonómica obtém-se a seguinte classificação para Pinales e Pinaceae:
Pinales
- Família Pinaceae
  - Subfamília Abietoideae
    - Cedrus
    - Pseudolarix
    - Nothotsuga
    - Tsuga
    - Keteleeria
    - Abies

  - Subfamília Pinoideae
    - Pseudotsuga
    - Larix
    - Cathaya
    - Picea
    - Pinus

### Distribuição geográfica e ocorrência no Brasil
Pinaceae são encontradas em ampla distribuição principalmente no Hemisfério Norte, ocupando desde regiões temperadas até o Círculo Polar Ártico, e desde solos bem drenados até os permanentemente saturados de água.
Podem ser encontradas também no Hemisfério Sul, mas não são espécies nativas. No Brasil, as sete espécies estão distribuídas no Centro-Oeste (Distrito-Federal e Goias), no Sudeste (Espirito Santo, Minas Gerais, Rio de Janeiro e São Paulo) e no Sul do país (Paraná, Rio Grande do Sul e Santa Catarina). Os principais domínios fitogeográficos são Cerrado e Mata Atlântica.
Assim, apesar de nenhuma das espécies de Pinaceae existentes no Brasil ser espécie nativa, ou seja, são na totalidade espécies introduzidas no território brasileiro, nalguns casos estão naturalizadas (género Pinus):
Pinaceae Spreng. ex F.Rudolphi
Pinus
- Pinus caribaea Morelet
- Pinus clausa (Chapm. ex Engelm.) Sarg.
- Pinus elliottiL.
- Pinus glabra Walter
- Pinus oocarpa Schiede ex Schltdl.
- Pinus pseudostrobus Lindl.
- Pinus taeda L.

## Ecologia
As pressões externas sobre as plantas têm a capacidade de alterar a estrutura e a composição dos ecossistemas florestais. O stress externo mais comum que as Pinaceae sofrem é o ataque de herbívoros e agentes patogénicos, que muitas vezes leva à morte da árvore. Para combater estas pressões, as árvores precisam de se adaptar ou desenvolver defesas contra os seus efeitos. As Pinaceae desenvolveram uma miríade de defesas mecânicas e químicas, ou uma combinação das duas, para se protegerem contra os antagonistas.
As Pinaceae têm a capacidade de regular uma combinação de estratégias mecânicas e estratégias químicas para promover as suas defesas. As defesas das Pinaceae são predominantes na casca das árvores. Esta parte da árvore contribui com uma complexa barreira defensiva contra antagonistas externos e por isso as defesas constitutivas e as defesas induzidas encontram-se ambas na casca.
As defesas constitutivas são tipicamente a primeira linha de defesa usadas contra antagonistas e podem incluir células esclerificadas, células lignificadas da periderme e compostos secundários como compostos fenólicos e resinas. As defesas constitutivas são sempre expressas e oferecem proteção imediata contra os invasores, mas também podem ser derrotadas por antagonistas que desenvolveram adaptações a estes mecanismos de defesa. Um dos compostos secundários comuns utilizados pelas Pinaceae são os compostos fenólicos ou polifenóis. Estes compostos secundários são conservados nos vacúolos das células polifenólicas do parênquima (PP) no floema secundário.
As respostas com base em defesas induzidas precisa ser activada por determinados sinais, tais como danos causados por herbívoros ou outros sinais bióticos. Um mecanismo de defesa induzido comum utilizado pelas "Pinaceae" é a produção de resinas. As resinas são assim uma das principais defesas utilizadas contra ataques por herbívoros. As resinas são defesas de curto prazo que são compostas por uma combinação complexa de monoterpenos (C10) e sesquiterpenos (C15) voláteis e ácidos resínicos diterpenos não voláteis (C20).
Estes compostos são produzidos e armazenados em áreas secretoras especializadas conhecidas como dutos de resina, bolhas de resina ou cavidades de resina. As resinas têm a capacidade de lavar, prender, afastar antagonistas e também estão envolvidas na vedação de feridas. São um mecanismo de defesa eficaz porque têm efeitos tóxicos e inibitórios sobre invasores, como insectos ou agentes patogénicos.
As resinas podem ter-se desenvolvido como uma defesa evolutiva contra os ataques do carunchos da casca, um grupo de insetos que inclui Cerambycidae e a subfamília Scolytinae, que causa graves danos em florestas. Uma resina bem conhecida presente nas Pinaceae é a oleorresina. Descobriu-se que a oleorresina é uma parte valiosa do mecanismo de defesa das coníferas contra o ataques bióticos. Estes compostos são encontradas em tecidos secretores nos caules, raízes e folhas das árvores. A oleorresina também é usada como base para classificar as coníferas.
O tópico dos mecanismos de defesa na família Pinaceae é uma área de estudo muito ativa, com numerosos estudos em curso. Muitos destes estudos utilizam o metil jasmonato (MJ) como antagonista. Sabe-se que o jasmonato de metilo é capaz de induzir respostas de defesa nos caules de múltiplas espécies de Pinaceae. Verificou-se que o MJ estimula a ativação das células PP e a formação de ductos resiníferos traumáticos no xilema (TD). Estas são estruturas que estão envolvidas na libertação de compostos fenólicos e resinas, ambos mecanismo de defesa.

## Importância económica
Muitos animais, como aves e esquilos por exemplo, obtêm alimento a partir das sementes do pinheiro, as quais foram importantes na alimentação de alguns povos indígenas do Oeste dos Estados Unidos. As sementes de algumas espécies de Pinus são consumidas (os pinhões), mantendo importante valor económico.
As espécies de Pinaceae fornecem a maior parte da madeira macia utilizada no mundo. A sua madeira é utilizada na construção naval. Fornecem as matérias-primas para a pasta de papel e para as indústrias química e farmacêutica (óleos essenciais). A madeira de árvores como Pinus, Pseudotsuga, Picea, Tsuga, Larix, Abies e Cedrus são mundialmente valorizadas para a construção, e as fibras longas do Pinus são utilizadas como celulose para a fabricação de vários tipos de papéis.
Muitas espécies e os seus cultivares são usados como planta ornamental em parques e jardins, especialmente nas zonas temperadas. Muitas espécies são importantes árvores florestais. São plantadas como quebra-ventos, como controlo de erosão (montanhas) e em medidas de reflorestação.

## Galeria

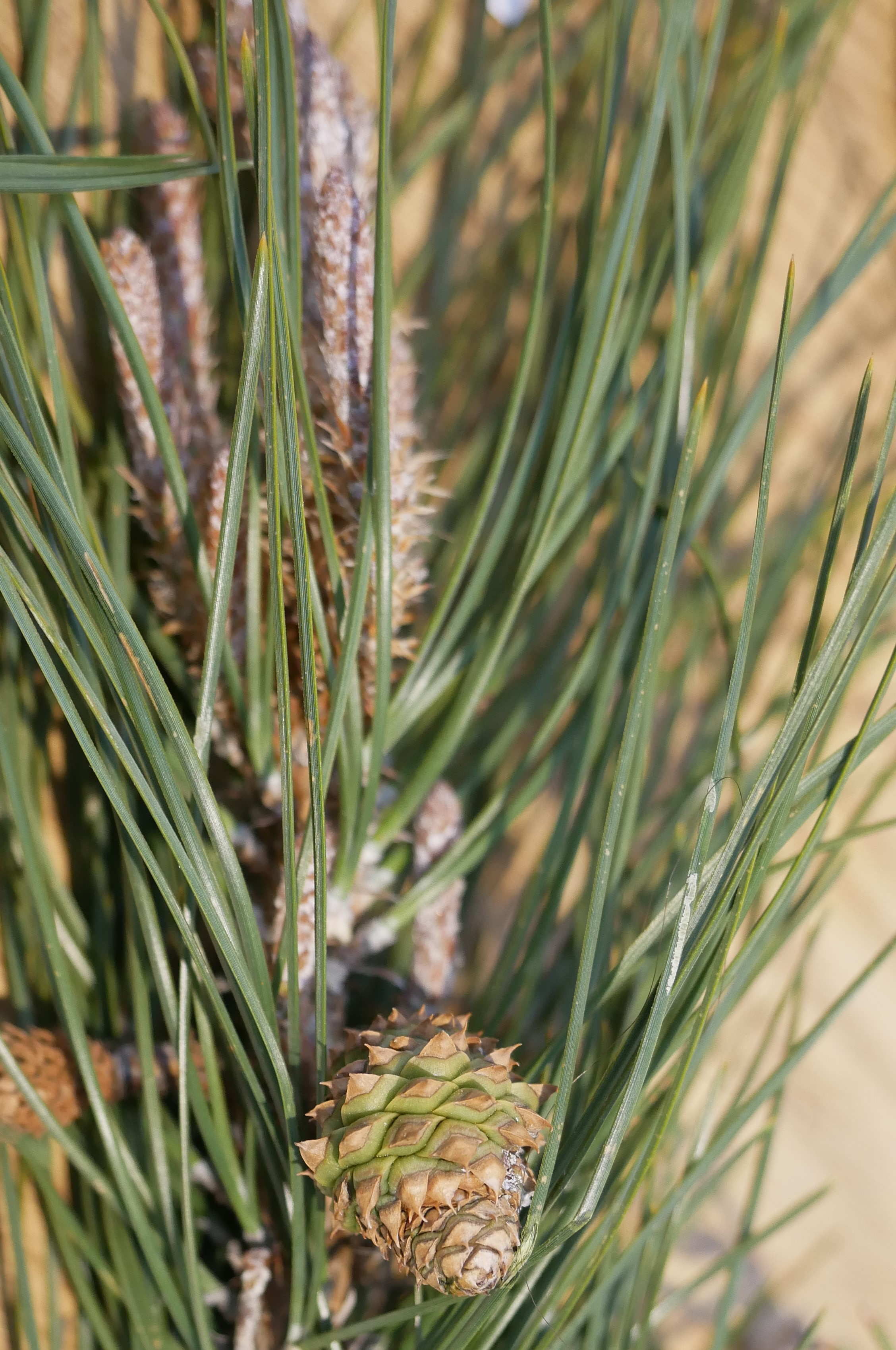
Cone de Pinus attenuata
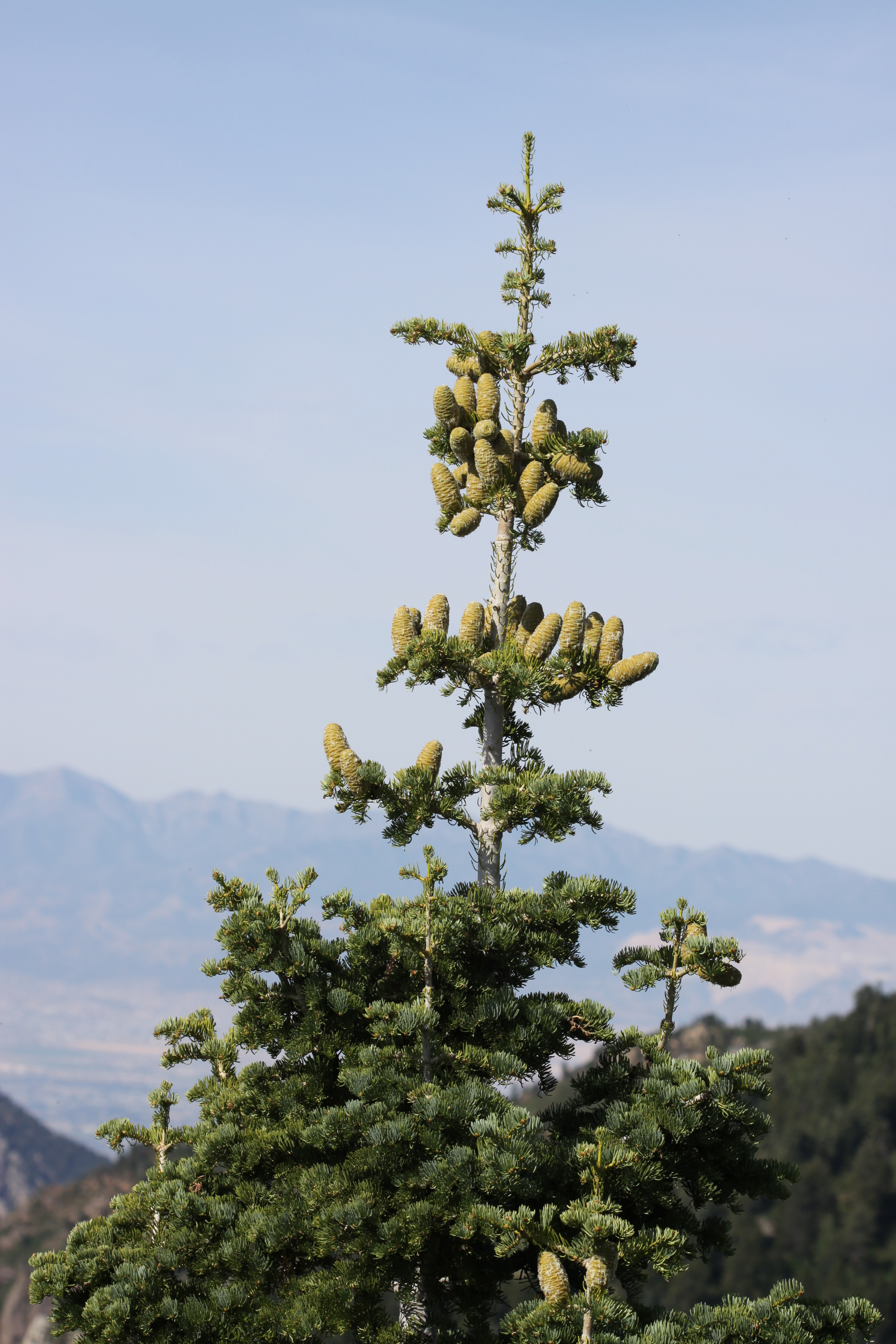
Abies concolor
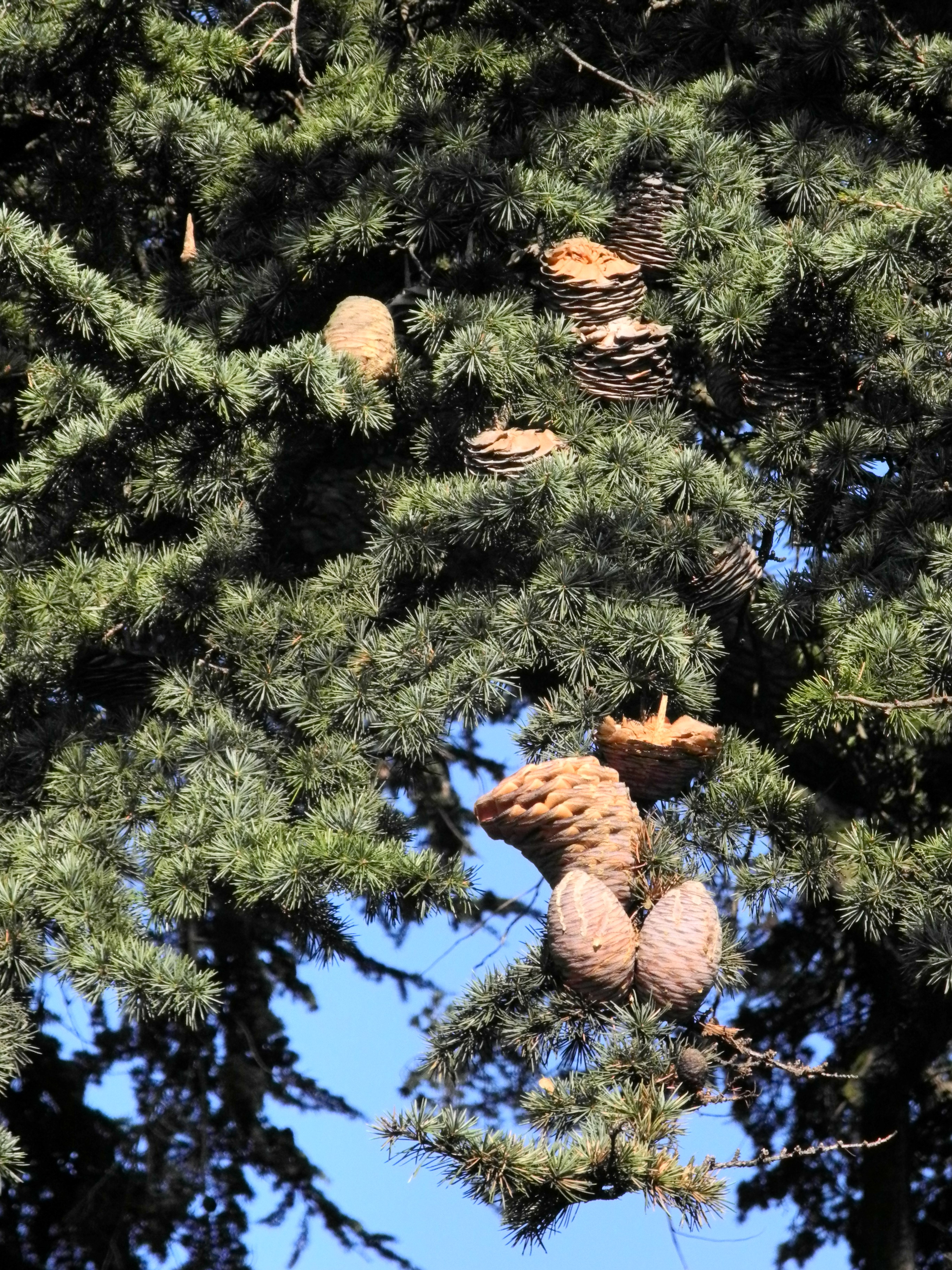
Cedrus libani
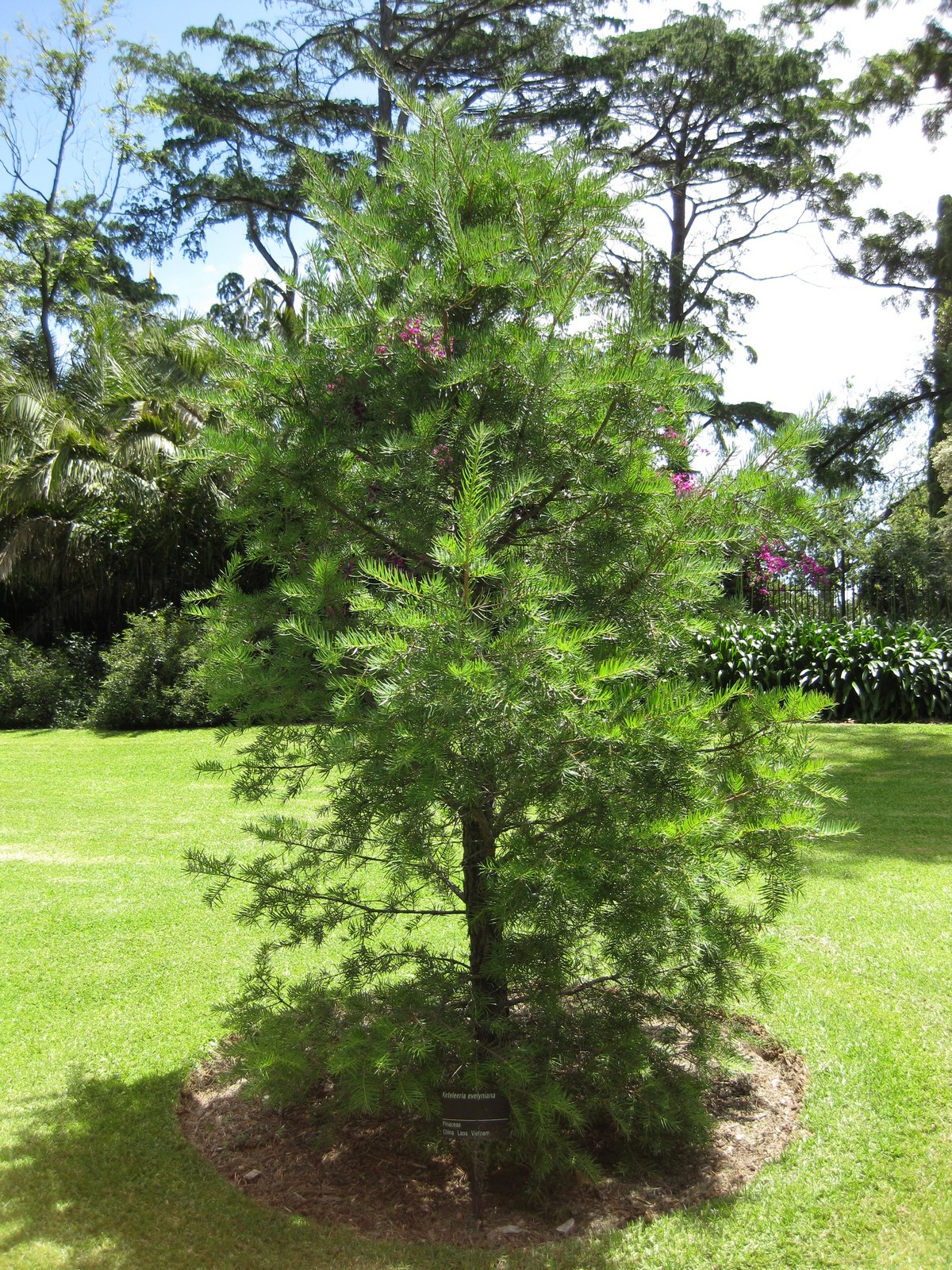
Keteleeria evelyniana
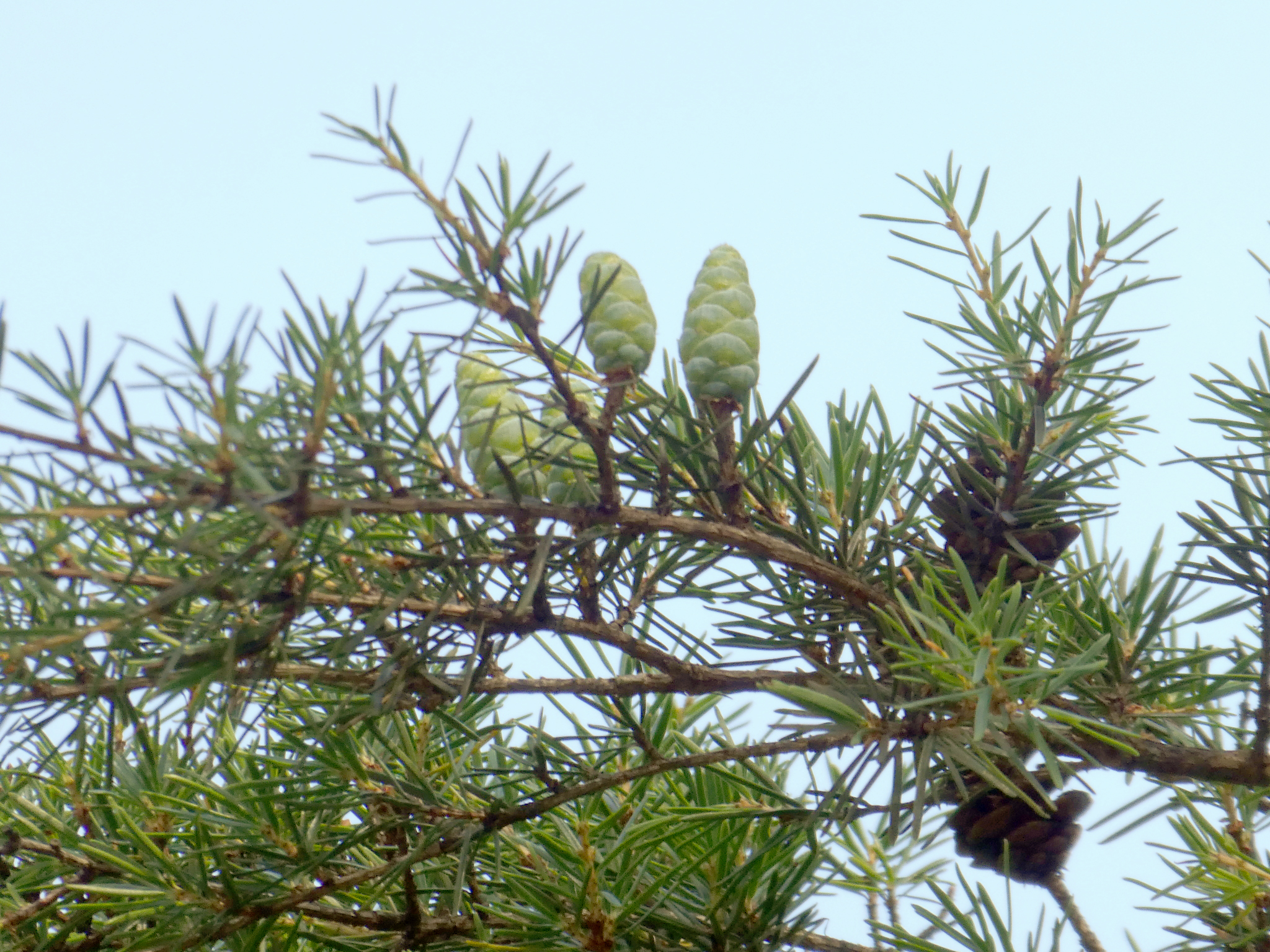
Nothotsuga longibracteata
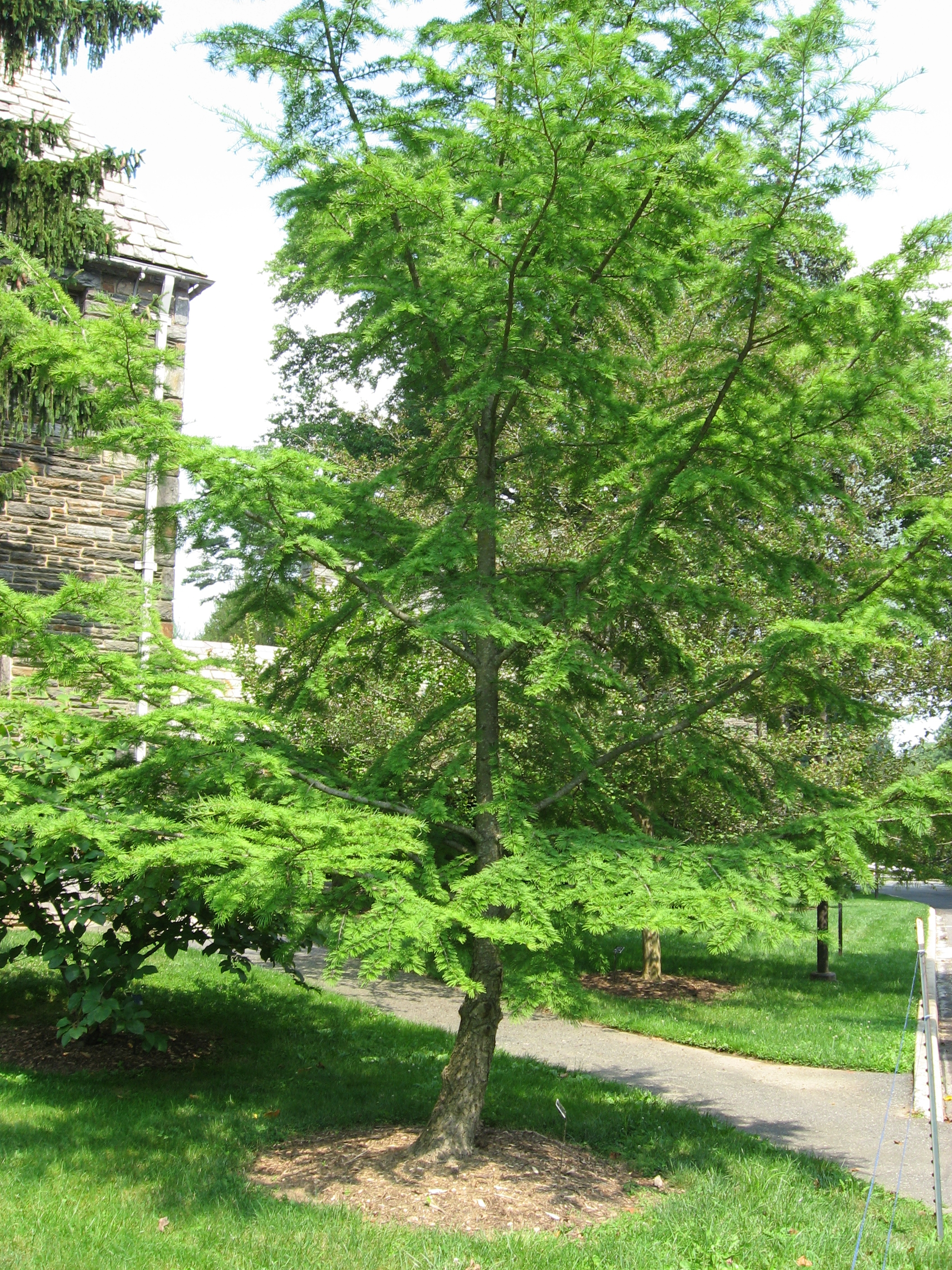
Pseudolarix amabilis
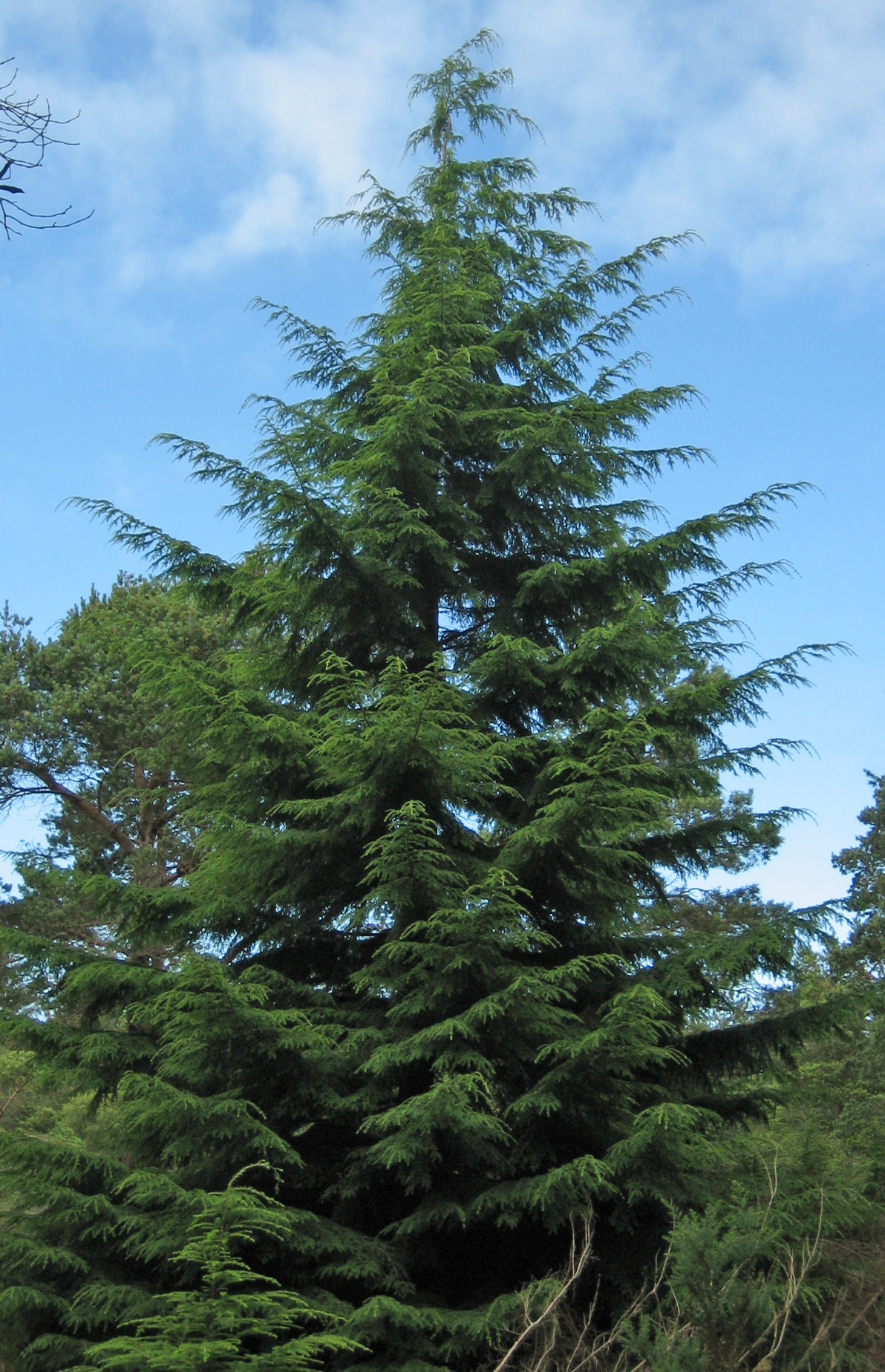
Tsuga heterophylla
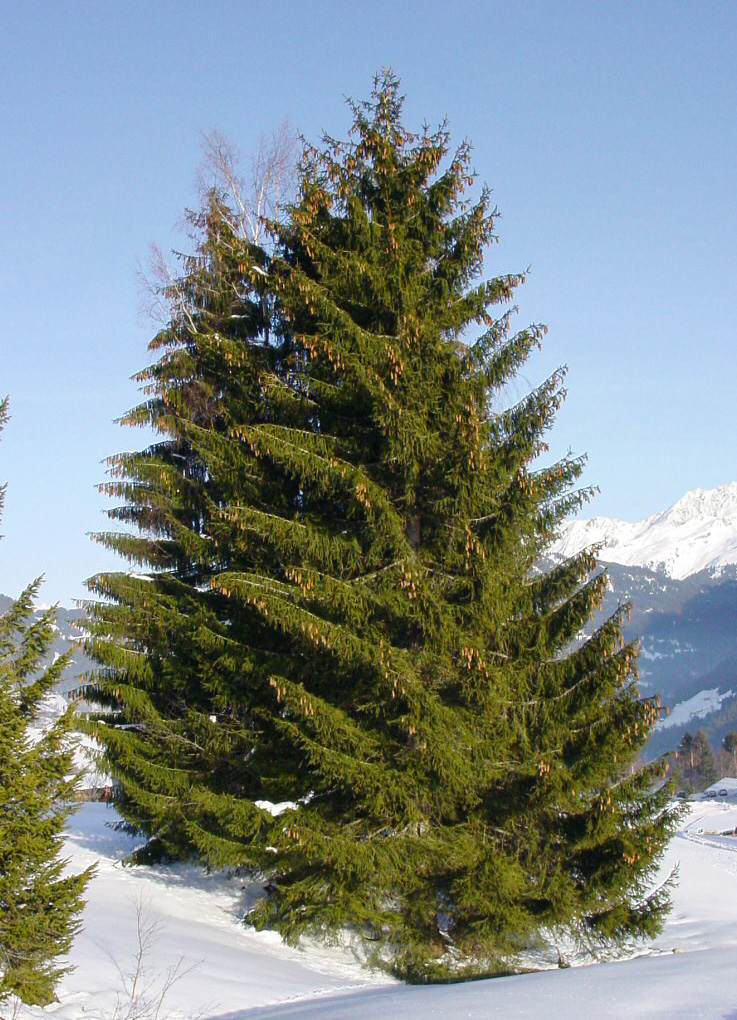
Picea abies
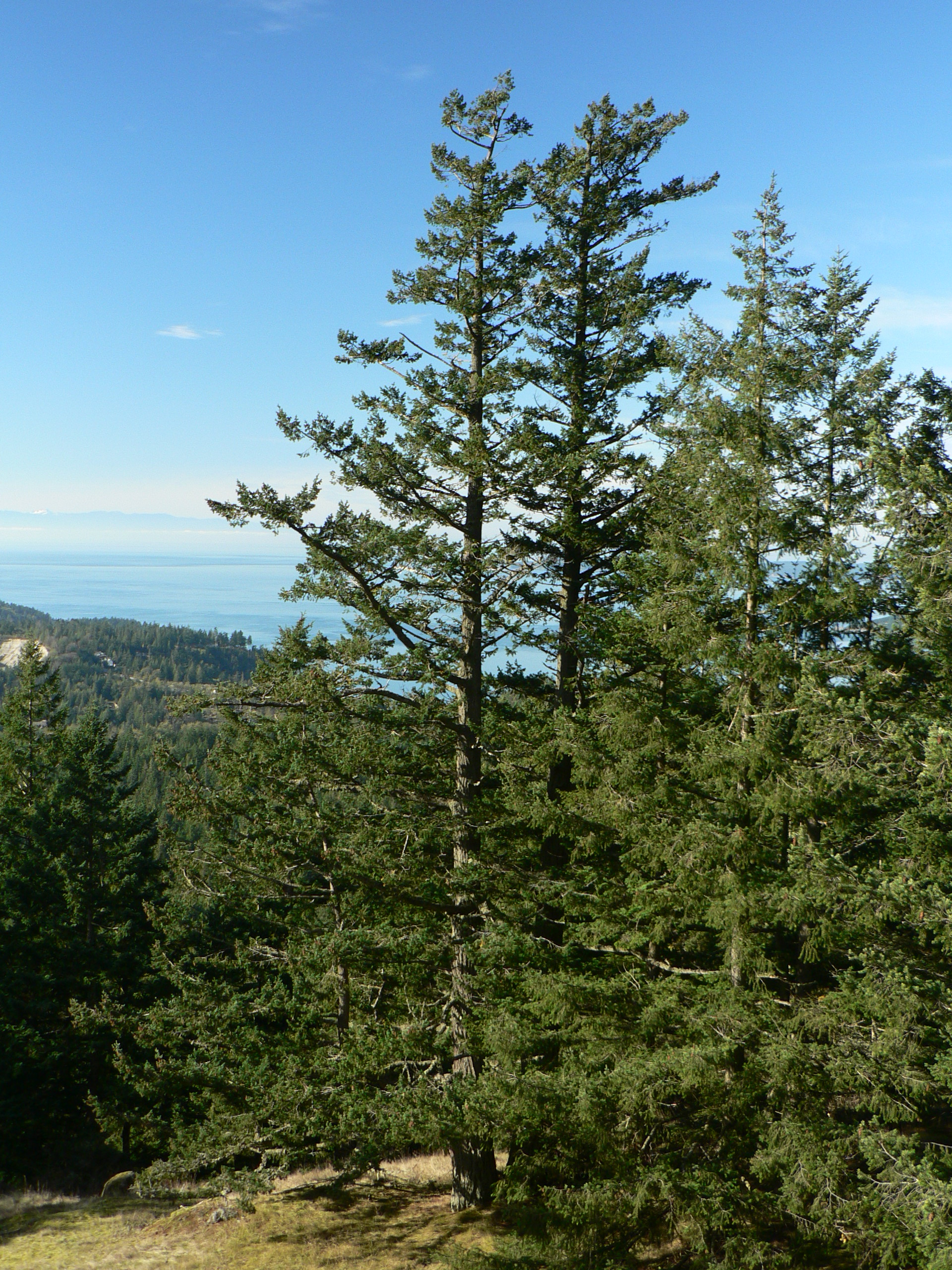
Pseudotsuga menziesii
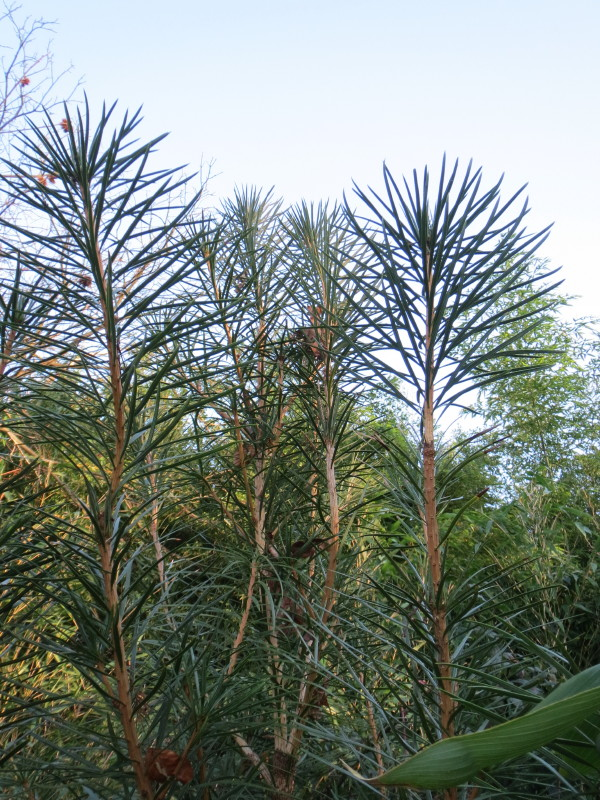
Cathaya argyrophylla
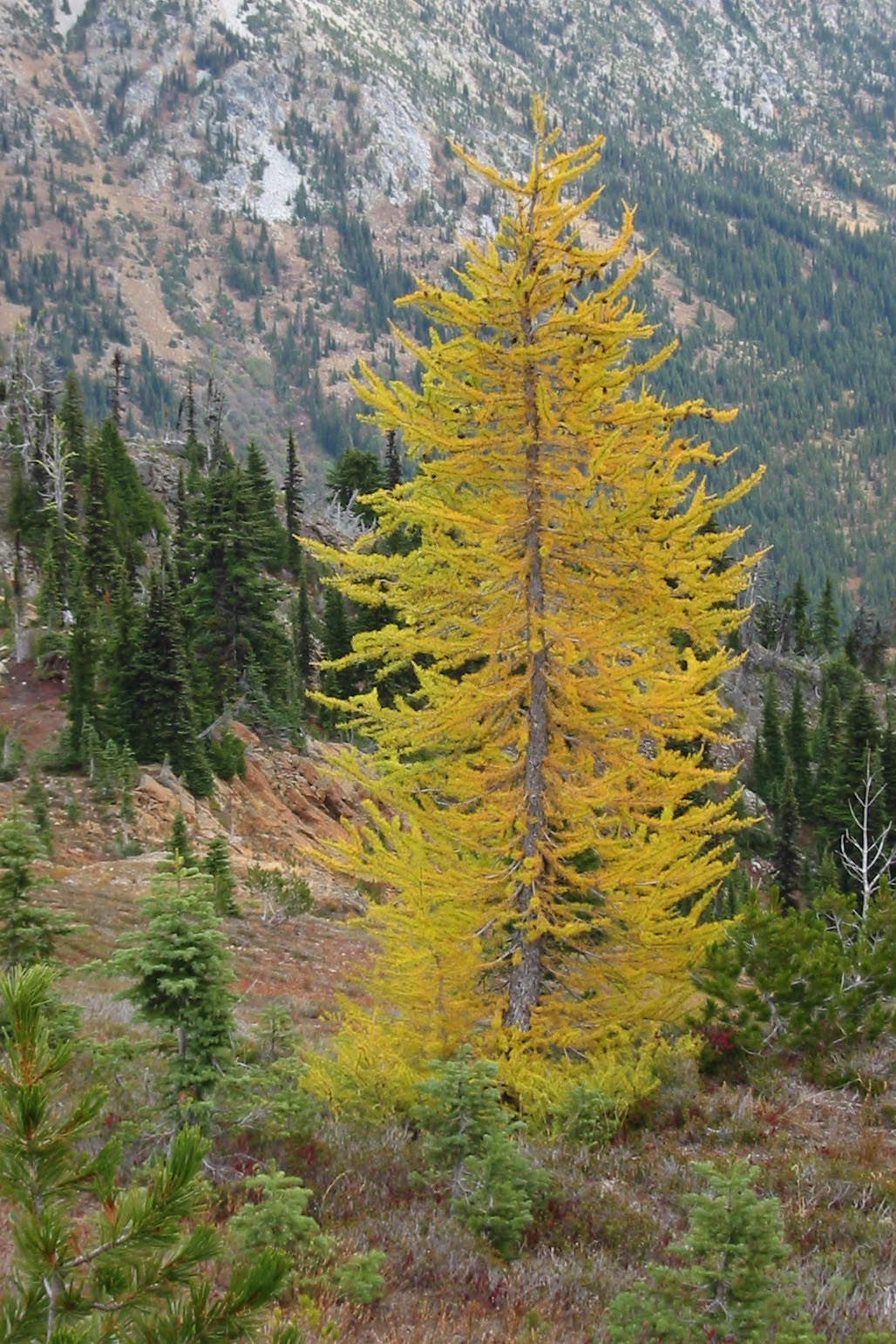
Larix lyallii (no outono)